# Корну-Лунчій
Корну-Лунчій (рум. Cornu Luncii) — село у повіті Сучава в Румунії. Входить до складу комуни Корну-Лунчій.
Село розташоване на відстані 336 км на північ від Бухареста, 22 км на південь від Сучави, 113 км на захід від Ясс.

## Населення
За даними перепису населення 2002 року у селі проживали 1155 осіб. Усі жителі села рідною мовою назвали румунську.
Національний склад населення села:
| Національність | Кількість осіб | Відсоток |
| -------------- | -------------- | -------- |
| румуни         | 1144           | 99,0%    |
| німці          | 11             | 1,0%     |